# Шуруповёрт

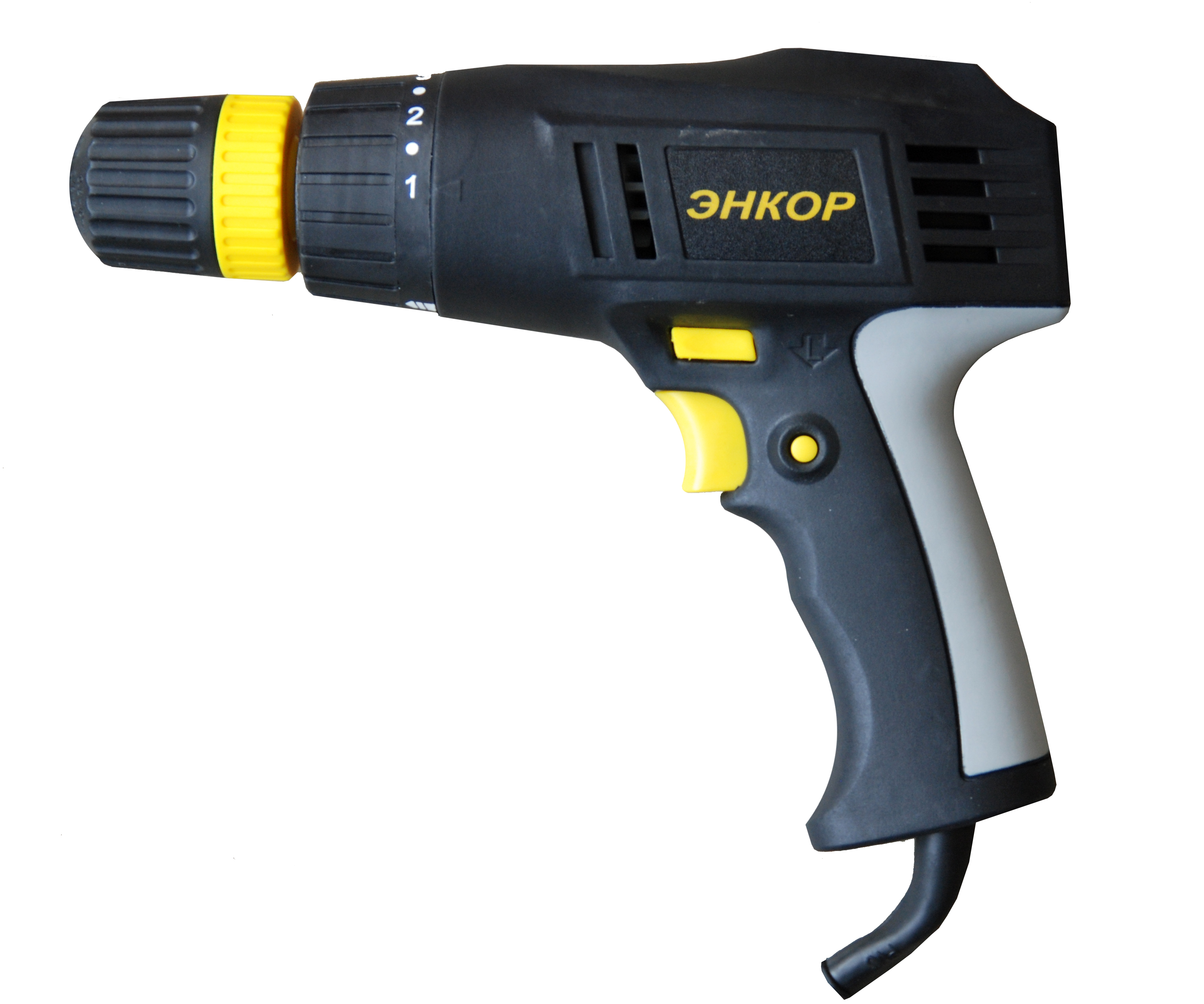
Сетевой шуруповёрт с муфтой-регулятором крутящего момента

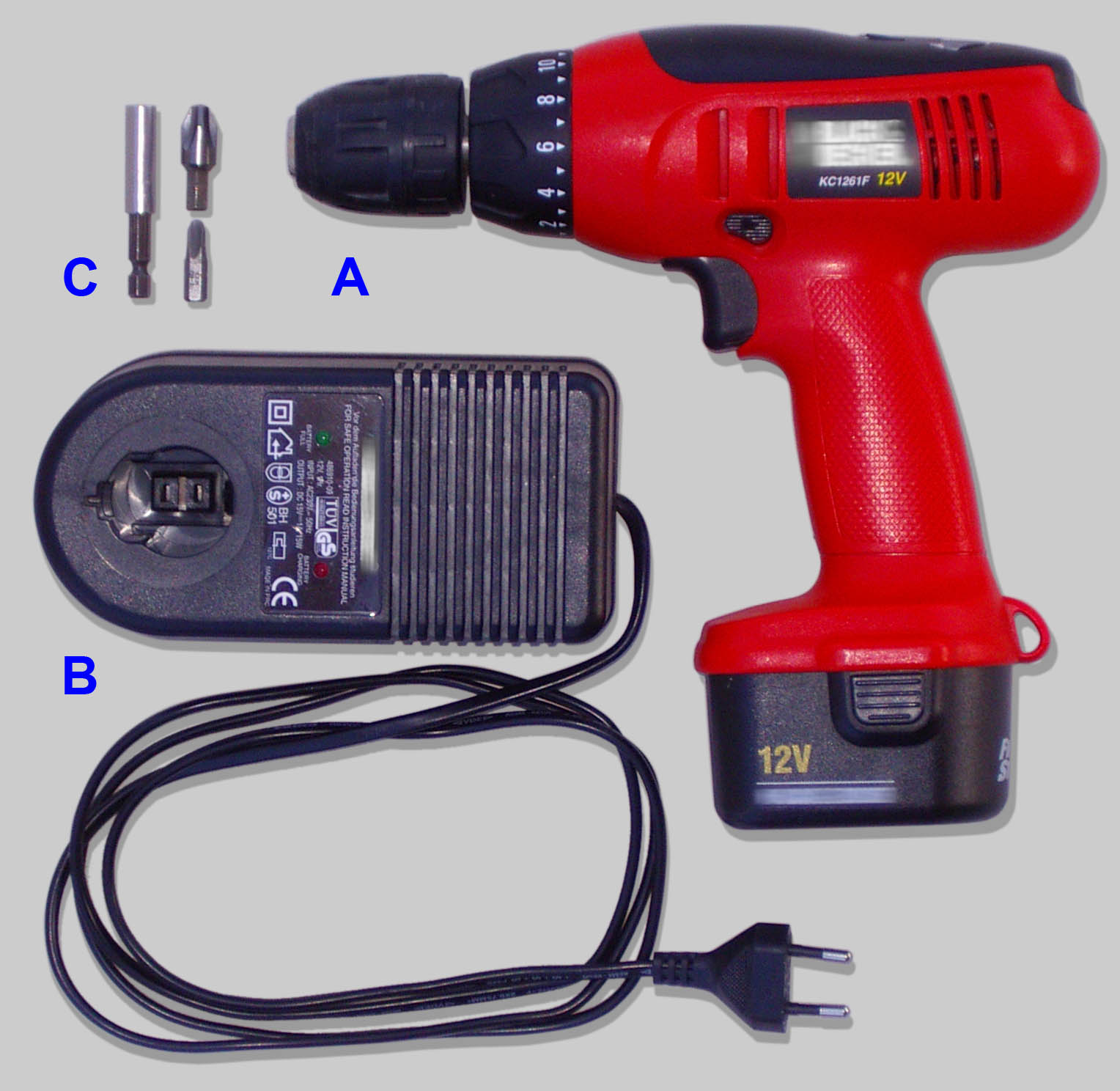
A: шуруповёрт с аккумулятором, B: зарядное устройство, C: битодержатель и две насадки для закручивания саморезов

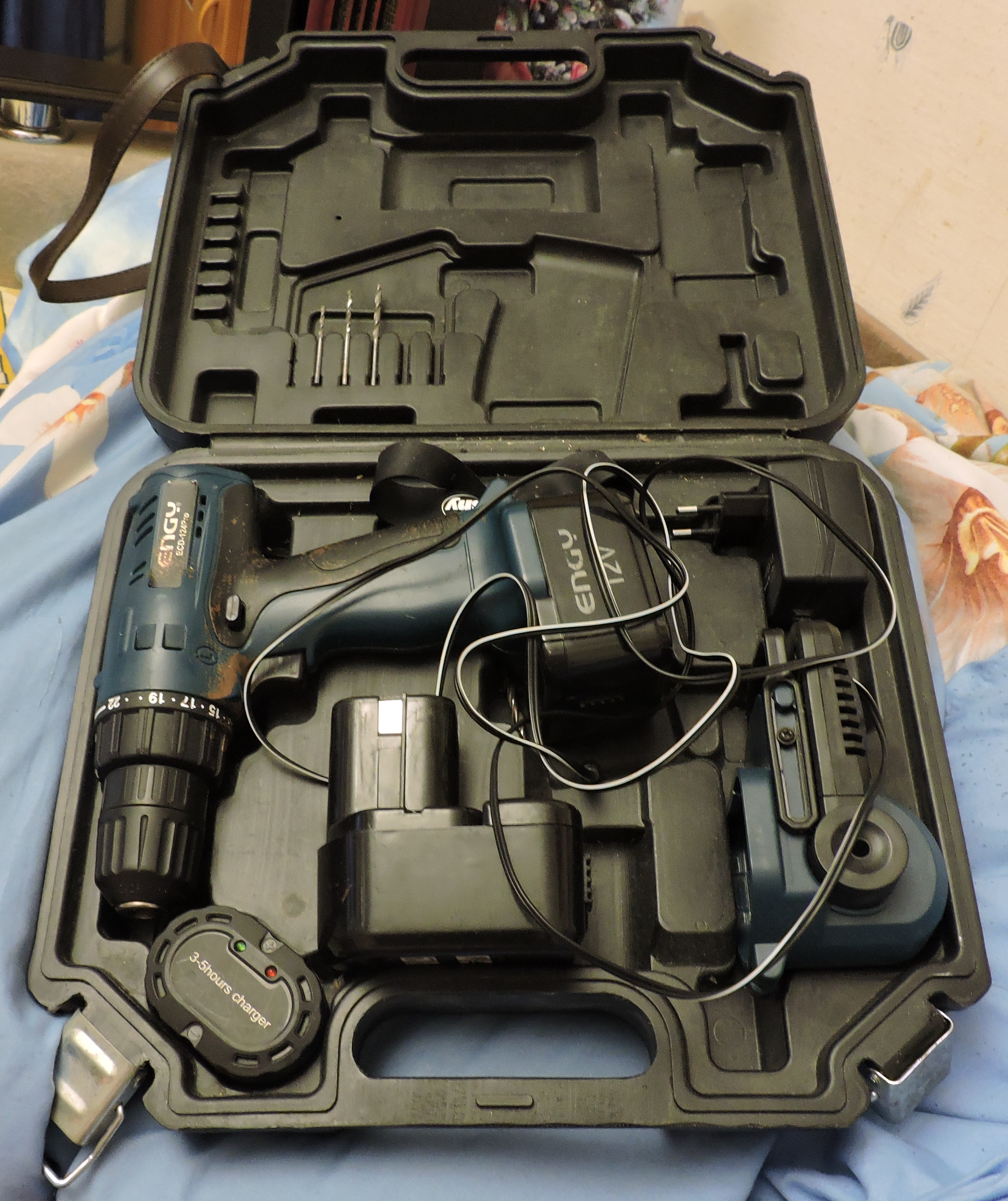
Шуруповёрт с аксессуарами в кейсе

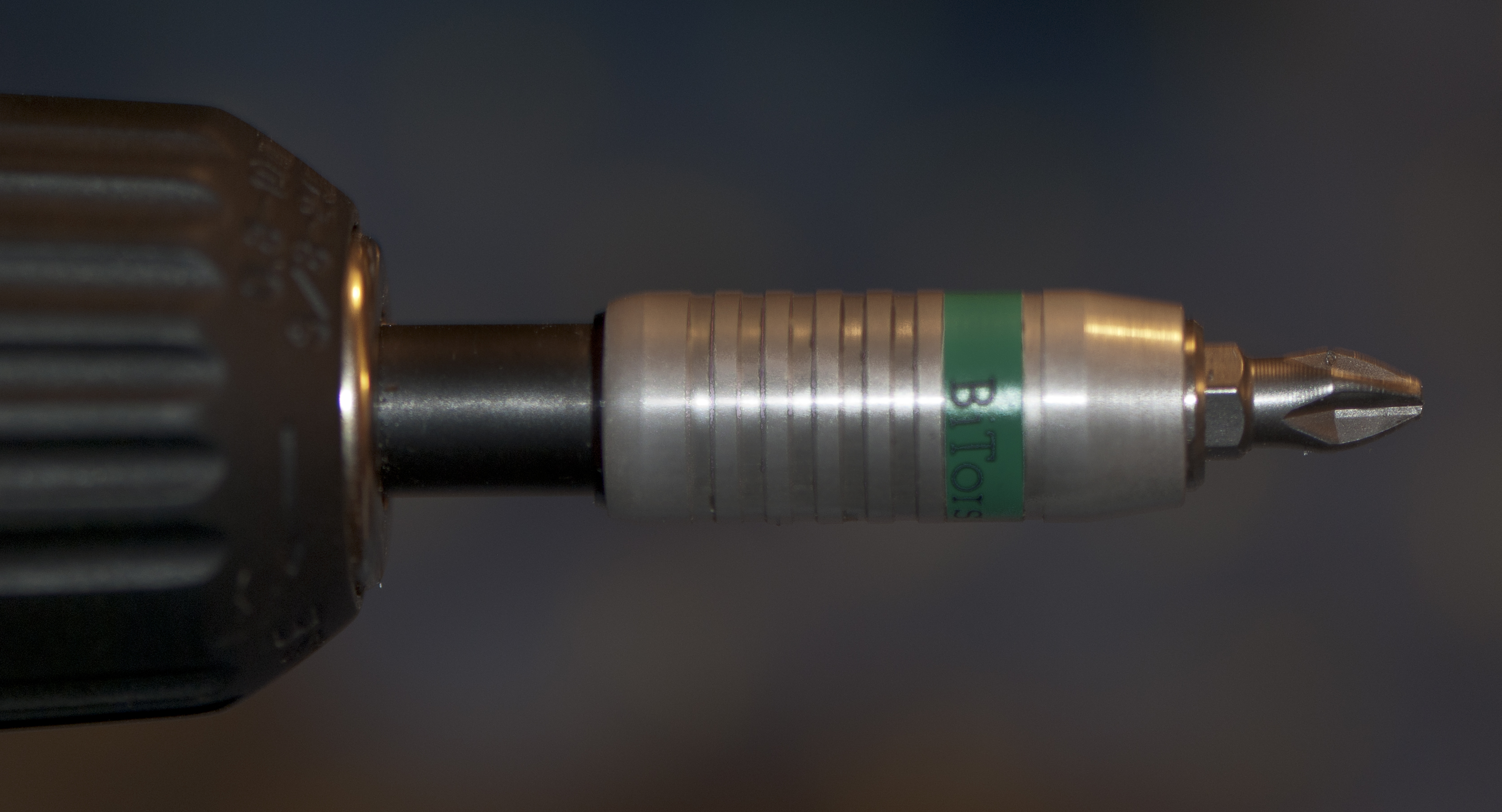
Битодержатель, зажатый в патроне, с установленной насадкой крестовой отвёртки

Шуруповёрт, дрель-шуруповёрт, винтовёрт — ручной электроинструмент или пневматический инструмент с регулировкой крутящего момента и/или глубины завинчивания, предназначенный для закручивания и откручивания шурупов, саморезов, винтов, дюбелей и других видов крепёжных изделий, а также сверления отверстий (при наличии кулачкового патрона или при использовании свёрл с шестигранным хвостовиком). Электрический шуруповёрт работает от аккумуляторной батареи или от внешнего источника тока (сети, генератора), пневматический шуруповёрт — от компрессора или резервуара со сжатым газом (обычно воздухом).

## Описание

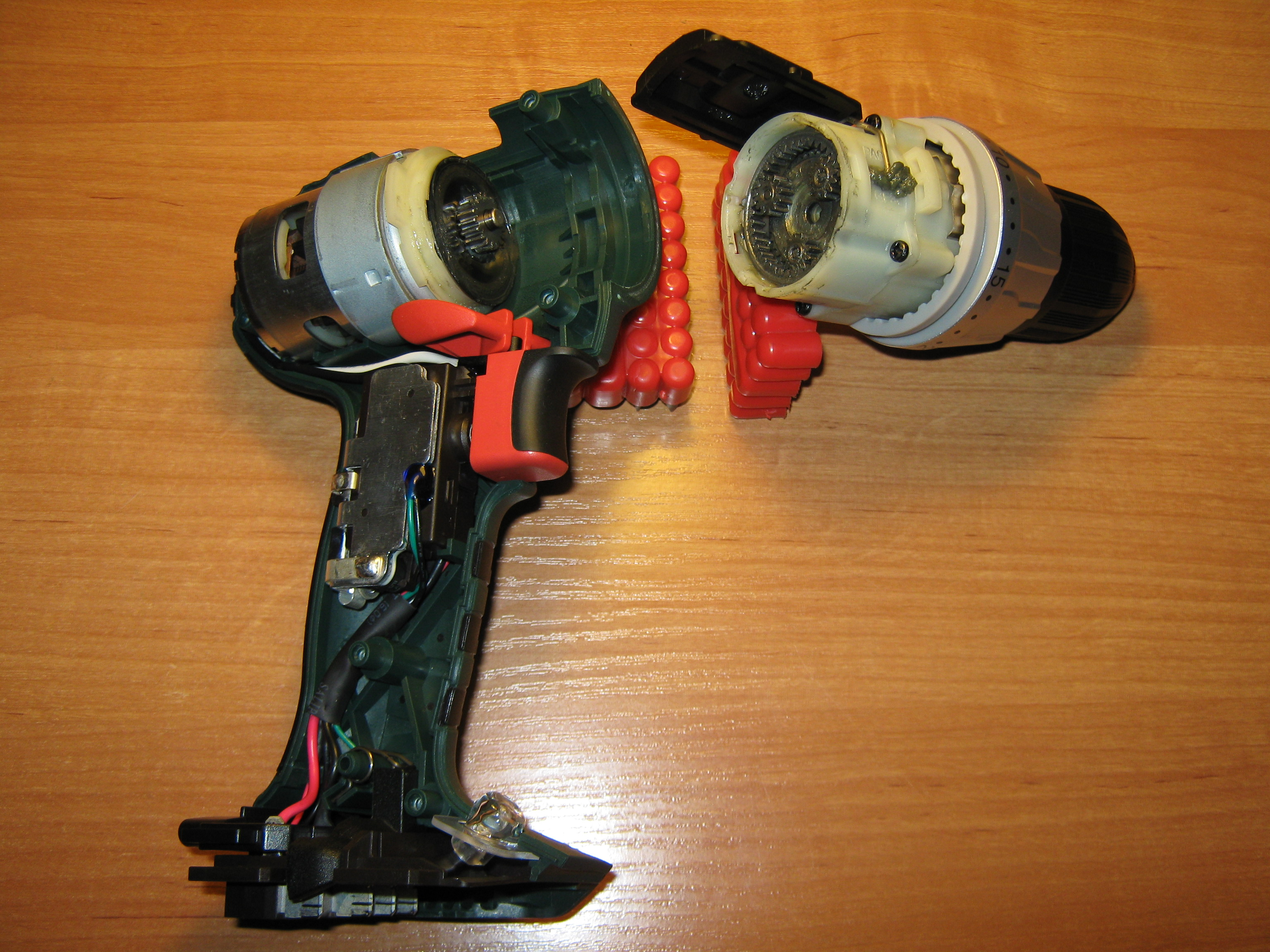
Шуруповёрт в разобранном виде. Слева находятся — электродвигатель, блок управления с пусковым механизмом и переключателем реверса, справа — планетарный редуктор с переключателем скорости и муфтой-регулятором крутящего момента, зажимной патрон

Для работы с шурупами и винтами применяются сменные отвёртки-вставки (биты) с различными наконечниками, которые представляют собой стержень из стали с унифицированным по размеру шестигранным хвостовиком с одной стороны, и рабочей частью, вставляемой в шлиц крепёжного изделия, с другой. Наиболее распространёнными видами шлицев являются крестообразные Позидрив и Филлипс. В некоторых видах промышленного оборудования хвостовик отвёртки-вставки имеет резьбу вместо шестигранника, или ведомый кулачок или другие формы элемента, передающего крутящий момент.
Отвёртки-вставки (биты) могут устанавливаться как непосредственно в зажимной патрон (для этого предназначены биты длиной от 50 мм), так и в битодержатель (для отвёрток-вставок стандартной длины 25 мм) или, при наличии, в шестигранное углубление в шпинделе шуруповёрта.
Чемоданчик или сумка, как правило, входящие в комплект шуруповёрта, позволяют удобно хранить и транспортировать инструмент, зарядное устройство и сменные аккумуляторы к нему.

## Конструкция
Шуруповёрт состоит из нескольких конструктивных узлов:
- электрический двигатель или пневматический двигатель — производит вращательное движение;
- планетарный редуктор — образует механическую передачу от двигателя к шпинделю, на который устанавливается зажимной патрон шуруповёрта;
- муфта-регулятор крутящего момента и/или глубины завинчивания — примыкает к планетарному редуктору (у некоторых моделей муфта, наоборот, стоит до редуктора, при этом крутящий момент зависит ещё и от установленной на редукторе скорости);
- электронный блок управления с кнопкой пуска и переключателем реверса (обратного вращения);
- зажимной патрон — необходим для соединения рабочих насадок (битов; головок гаечных ключей или свёрл) с крутящим валом (шпинделем);
- аккумуляторная батарея (у аккумуляторных электрошуруповёртов) — источник питания.

В зависимости от конструкции, редуктор может иметь переключатель режимов скорости (передаточного отношения). Корпус редуктора у шуруповёртов может изготавливаться из металлических сплавов, или дерева (крайне редко). Но в большинстве случаев, он пластмассовый — это удешевляет производство и уменьшает массу инструмента. Некоторые шестерёнки редуктора также могут быть сделаны из пластмассы. Металлический корпус редуктора выдерживает бо́льшие механические нагрузки и обладает лучшим теплоотводом, чем пластмассовый. Деревянные же корпуса практически не применяются, в связи с трудоёмкостью производства, эксплуатации и ремонта.

## Разновидности
Шуруповёрты подразделяются на различные виды, в зависимости от оснащения и назначения.

### Шуруповёрт
Ручной (за редким исключением) инструмент с кулачковым патроном. Предназначен для сверления и работы с крепёжными изделиями. Имеет муфту-регулятор крутящего момента. Может иметь 1, 2 или 3 скорости вращения. Может иметь ударную функцию (осевой удар, как у ударной дрели). Не имеет функции тангенциального удара. Может иметь электрический (сетевой, аккумуляторный) или пневматический привод. Шуруповёрт (путевой инструмент) имеет колёсную базу и посадочный конус под сверло вместо патрона.

### Шуруповёрт с регулировкой глубины завинчивания

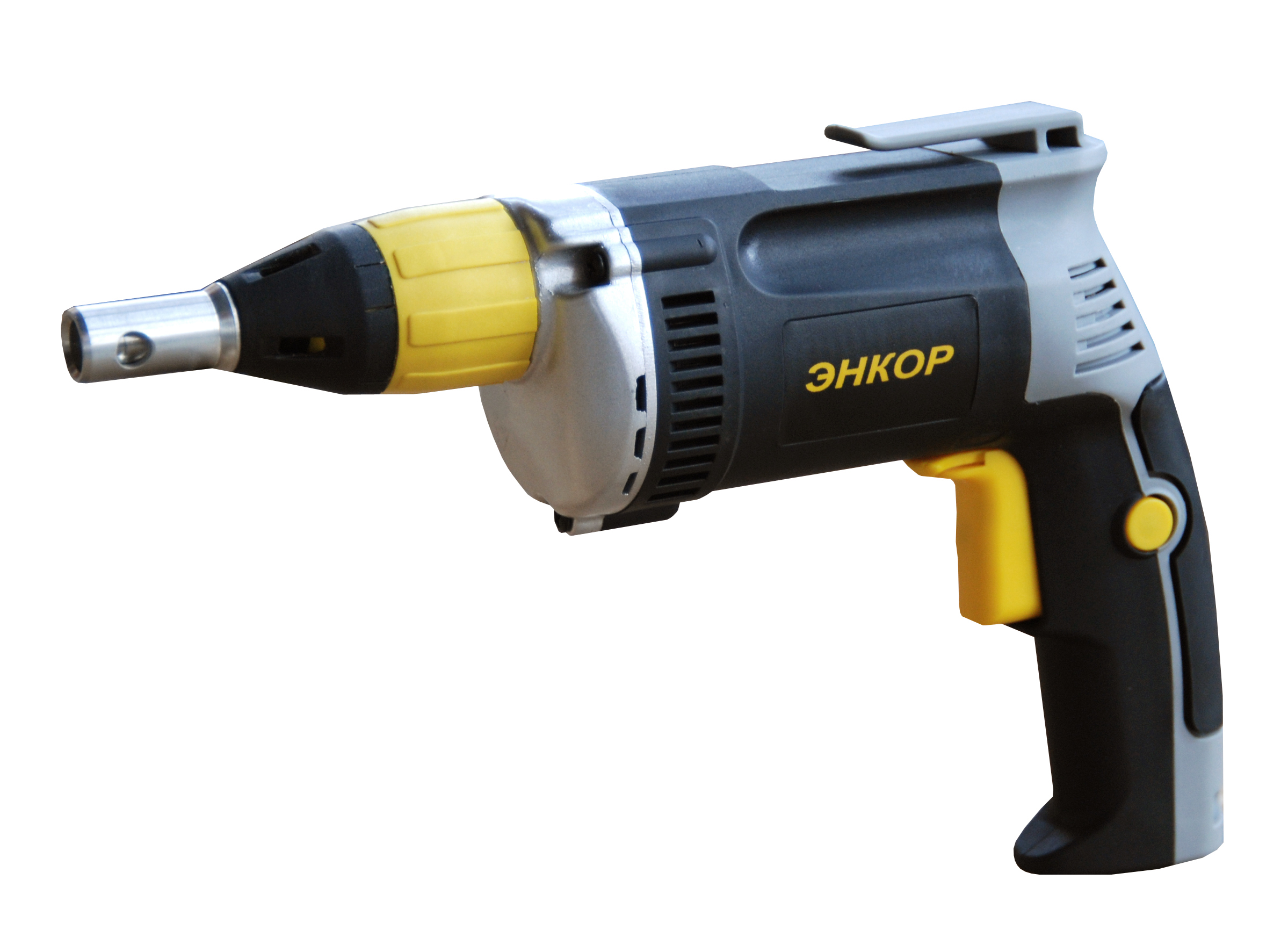
Сетевой шуруповёрт для гипсокартона.

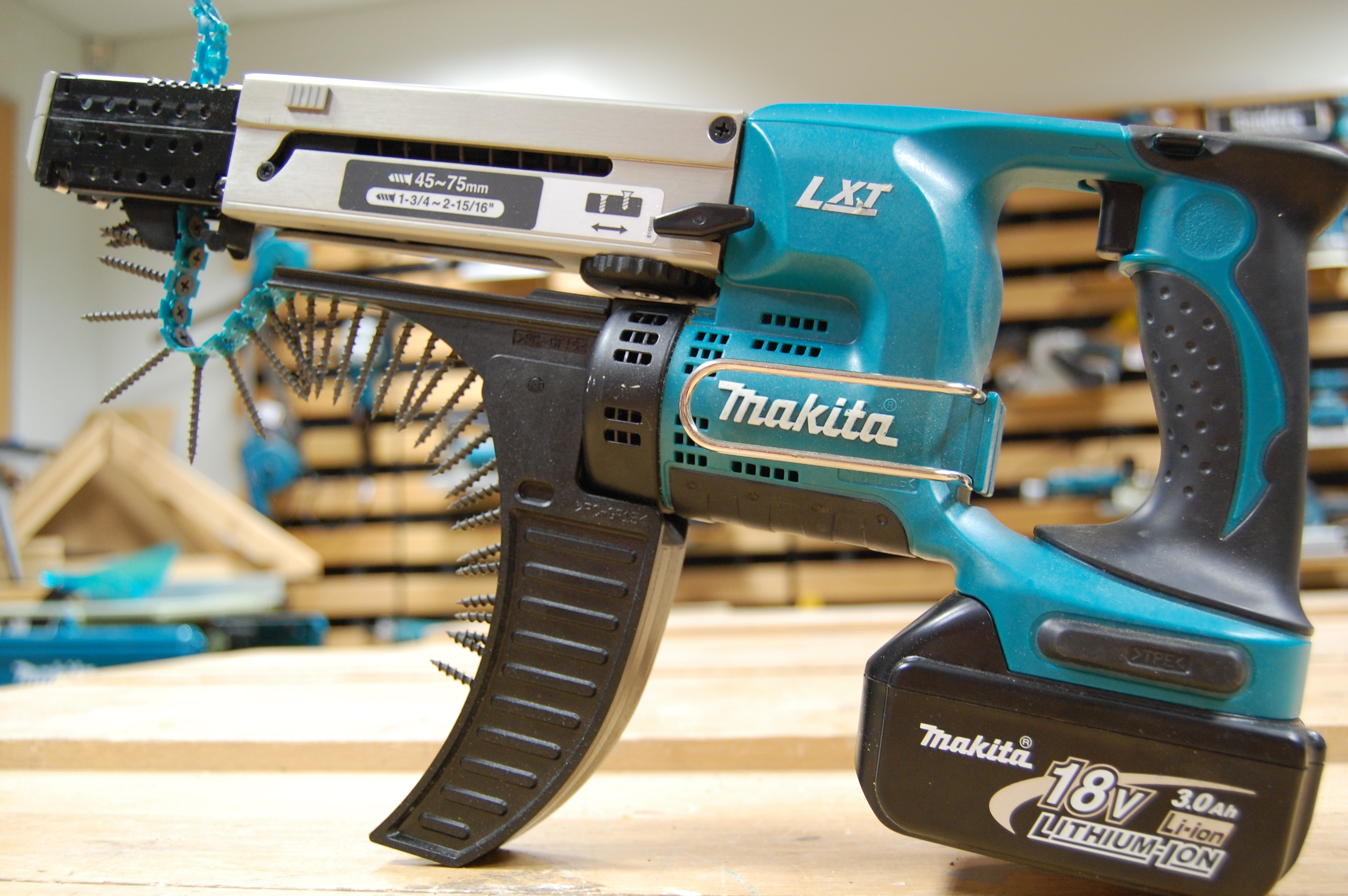
Аккумуляторный шуруповёрт для гипсокартона с устройством автоматической подачи шурупов

Обычно называется шуруповёртом для гипсокартона. Имеет муфту-регулятор глубины завинчивания. Односкоростной ручной инструмент. Может иметь муфту-регулятор крутящего момента (крайне редко). Не оснащается кулачковым патроном. Для сверления должны использоваться свёрла с шестигранным хвостовиком. Может иметь устройство подачи саморезов. Может иметь электрический сетевой или аккумуляторный привод.

### Аккумуляторная отвёртка

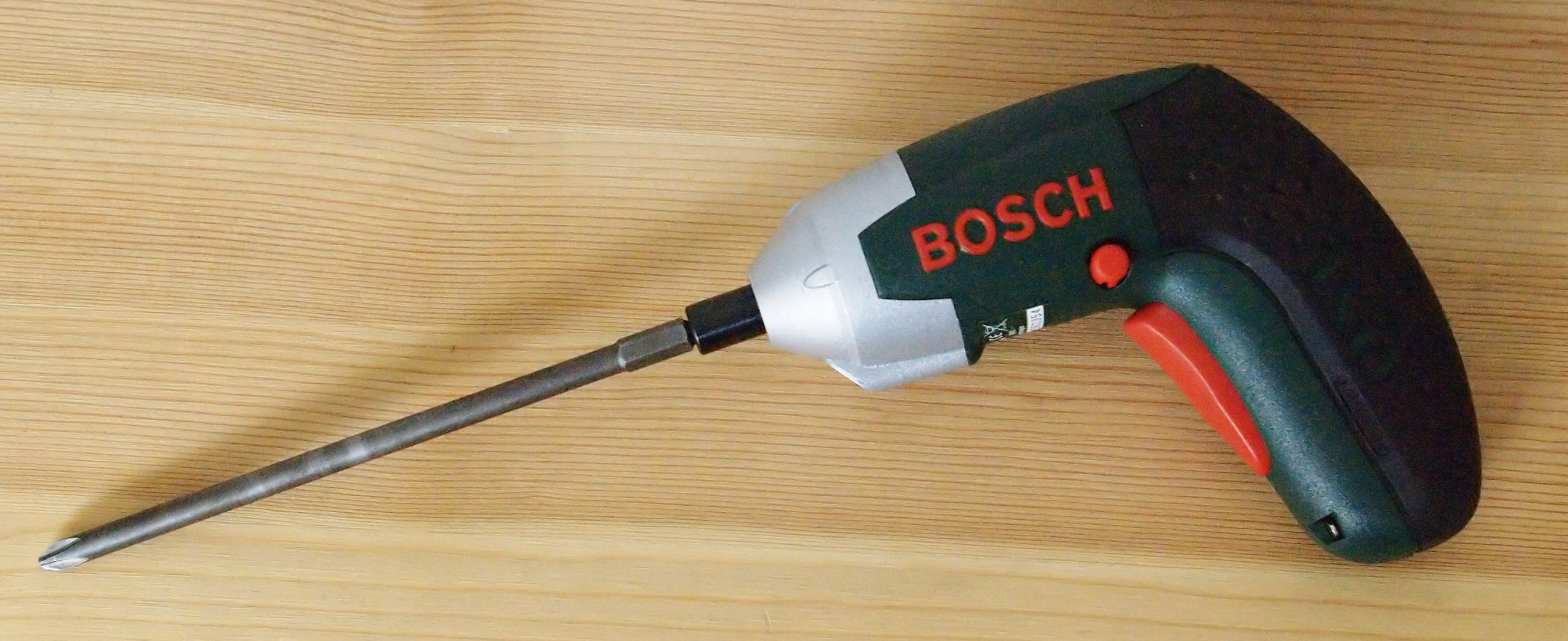
Аккумуляторная отвёртка с установленной длинной крестовой отвёрткой-вставкой

Компактный ручной инструмент с небольшой мощностью и, как правило, наличием блокировки шпинделя, что позволяет использовать его для ручного дозакручивания или откручивания. Имеет шестигранный держатель отвёрток-вставок 1/4'. Не оснащается кулачковым патроном. Для сверления должны использоваться свёрла с шестигранным хвостовиком. Может иметь муфту-регулятор крутящего момента. Не имеет муфту-регулятор глубины завинчивания. Как правило, односкоростной инструмент. Существуют электрические отвёртки, работающие как от гальванических элементов (батареек), так и соответствующих им по форме аккумуляторов (АА, ААА).

### Гайковёрт
Инструмент, специально предназначенный для закручивания и откручивания болтов и гаек. Гайковёртами называют как ручные инструменты, так и тяжёлое оборудование, имеющее колёсную базу (Путевой моторный гайковёрт) или размещаемое только на подвесе. Имеет импульсный режим работы (функцию тангенциального удара). Не оснащается кулачковым патроном. Вместо патрона гайковёрт имеет короткий квадратный стержень (с размерами квадрата в дюймах: 3/4", 1/2", 1") для установки гаечных головок. Посадочная часть шпинделя имеет пружинный фиксирующий элемент (как правило, подпружиненный шарик) или поперечное сквозное отверстие для фиксации головки отдельным ω-образным пружинным фиксатором, шплинтом (штифтом) с кольцом или похожим крепёжным элементом. Односкоростной инструмент. Как правило, не имеет ни муфту-регулятор крутящего момента, ни муфту-регулятор глубины завинчивания. Для ограничения крутящего момента должны использоваться внешние приспособления — торсионы. Для сверления не применяется (за редким исключением). Может иметь электрический (сетевой или аккумуляторный), пневматический, гидравлический или бензиновый привод.

### Винтовёрт
Ручной инструмент, аналог гайковёрта, но с тем отличием, что имеет шестигранный держатель 1/4' и применяется преимущественно для работы с шурупами и саморезами. Существуют комбинированные модели, у которых посадочная часть шпинделя сочетает наружный дюймовый квадрат 1/2" и внутренний шестигранный держатель 1/4'. Для сверления должны использоваться свёрла с шестигранным хвостовиком. Может иметь электрический (сетевой, аккумуляторный) или пневматический привод.

## Основные характеристики

### Источник питания
В зависимости от используемого источника тока, шуруповёрты подраздет инструмент и может быть предпочтительнее в местах с возможностью подключения к розетке переменного тока, а также при отсутствии ограничения из-за длины токоведущего провода от инструмента к электророзетке.
Показателем мощности шуруповёрта, работающего от электросети, является потребляемая мощность или выходная мощность, измеряемая в ваттах.
Электрический аккумулятор позволяет использовать инструмент в труднодоступных местах, а также в местах без источников питания. Кроме того, электрошуруповёрты, работающие от аккумуляторов, безопаснее.
Параметры аккумуляторов:
- Напряжение (3,6—36 вольт) — определяет мощность двигателя, величину крутящего момента, которую сможет создать шуруповёрт, а также продолжительность работы от одного аккумулятора. Средние значения напряжения аккумуляторов — 10,8—18 вольт.
- Ёмкость (1,3—6 Ампер-час [А·ч]) — влияет на продолжительность работы от одного аккумулятора.
- Тип: литий-ионный (современный тип аккумулятора), никель-кадмиевый, никель-металл-гидридный. Напряжение литий-ионных аккумуляторов кратно 3,6 вольт, а никель-кадмиевых и никель-металл-гидридных — 1,2 вольт, так как аккумуляторный блок состоит из отдельных, последовательно соединённых элементов с соответствующим напряжением.

Наличие в комплекте второго аккумулятора позволяет не прерывать работу на ожидание зарядки одного аккумулятора: пока разряжается один — заряжается другой. Положительным свойством аккумуляторных инструментов является их мобильность и независимость от наличия электропитания, а также отсутствие опасности поражения электрическим током, отрицательным — ограничение времени работы и необходимость постоянной подзарядки.
Несъёмные аккумуляторы, как правило, бывают только у маломощных электрошуруповёртов и аккумуляторных отвёрток. У остальных же электрошуруповёртов аккумулятор снимается с инструмента для подключения к зарядному устройству. В 2015 фирма Bosch представила систему индукционной зарядки аккумуляторов ( Архивная копия от 18 января 2017 на Wayback Machine), исключающую необходимость снимать аккумулятор с инструмента для подключения к зарядному устройству (при этом аккумуляторы с индукционной спиралью могут сниматься c инструмента и заряжаться на обычном зарядном устройстве).

### Крутящий момент
Максимальный крутящий момент определяет, насколько большого диаметра и длины шуруп сможет закрутить шуруповёрт, а также диаметр просверливаемого отверстия в древесном материале, стали или бетоне. Измеряется в единицах ньютон-метр (Н·м). Средние значения максимального крутящего момента — 10—60 Н·м.
В некоторых безударных моделях он доходит до 100 Н·м.
Произведение скорости вращения шпинделя и крутящего момента, обеспечиваемого шуруповёртом на этой скорости, определяет мощность инструмента, которая пропорциональна напряжению используемого аккумулятора. Для увеличения крутящего момента в моделях c низким напряжением используются редукторы с увеличенным передаточным отношением, при этом скорость вращения снижается. У сетевых шуруповёртов величина крутящего момента пропорциональна потребляемой или выходной мощности инструмента.
Различают несколько видов максимального крутящего момента:
- мягкий,
- жёсткий,
- продолжительный — крутящий момент, который развивает инструмент во время продолжительного вращения без остановки шпинделя.

Числовые значения максимального крутящего момента приводятся с учётом полностью заряженного аккумулятора.
Регулируемый крутящий момент
Муфта-регулятор крутящего момента позволяет закручивать шурупы и винты с нужным усилием, тем самым избегая срыва резьбы, стачивания шлица, а также износа сменных головок. Как правило, имеется 6—24 положений муфты регулятора на цифровых значениях с различной степенью усилия при закручивании или откручивании (цифровые обозначения, как правило, условны, и не совпадают с крутящим моментом, который им соответствует). Для сверления имеется крайнее положение муфты, при котором обеспечивается максимальное значение крутящего момента без ограничения.

## Дополнительные характеристики

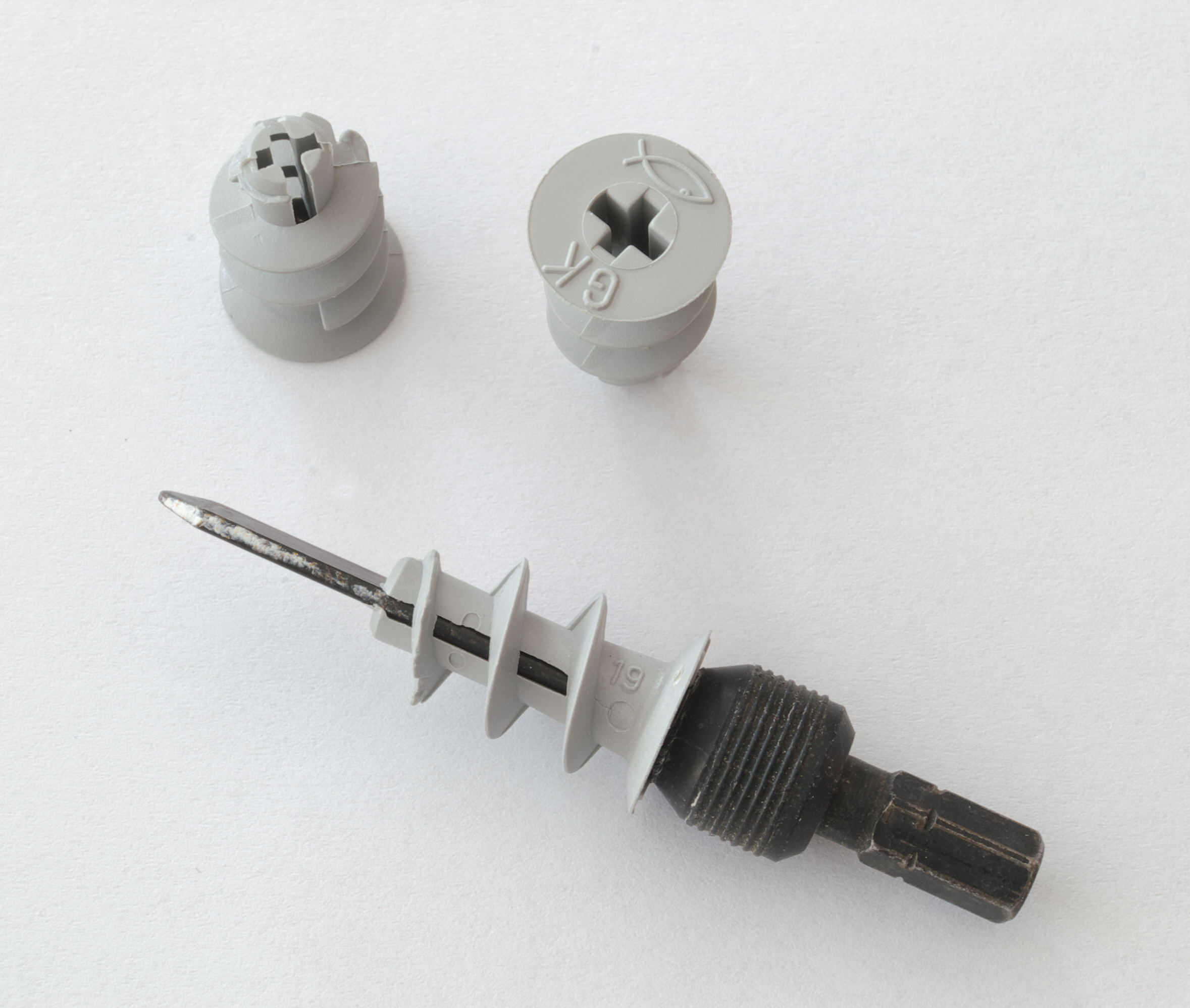
Насадка к шуруповёрту для закручивания дюбеля в гипсокартон

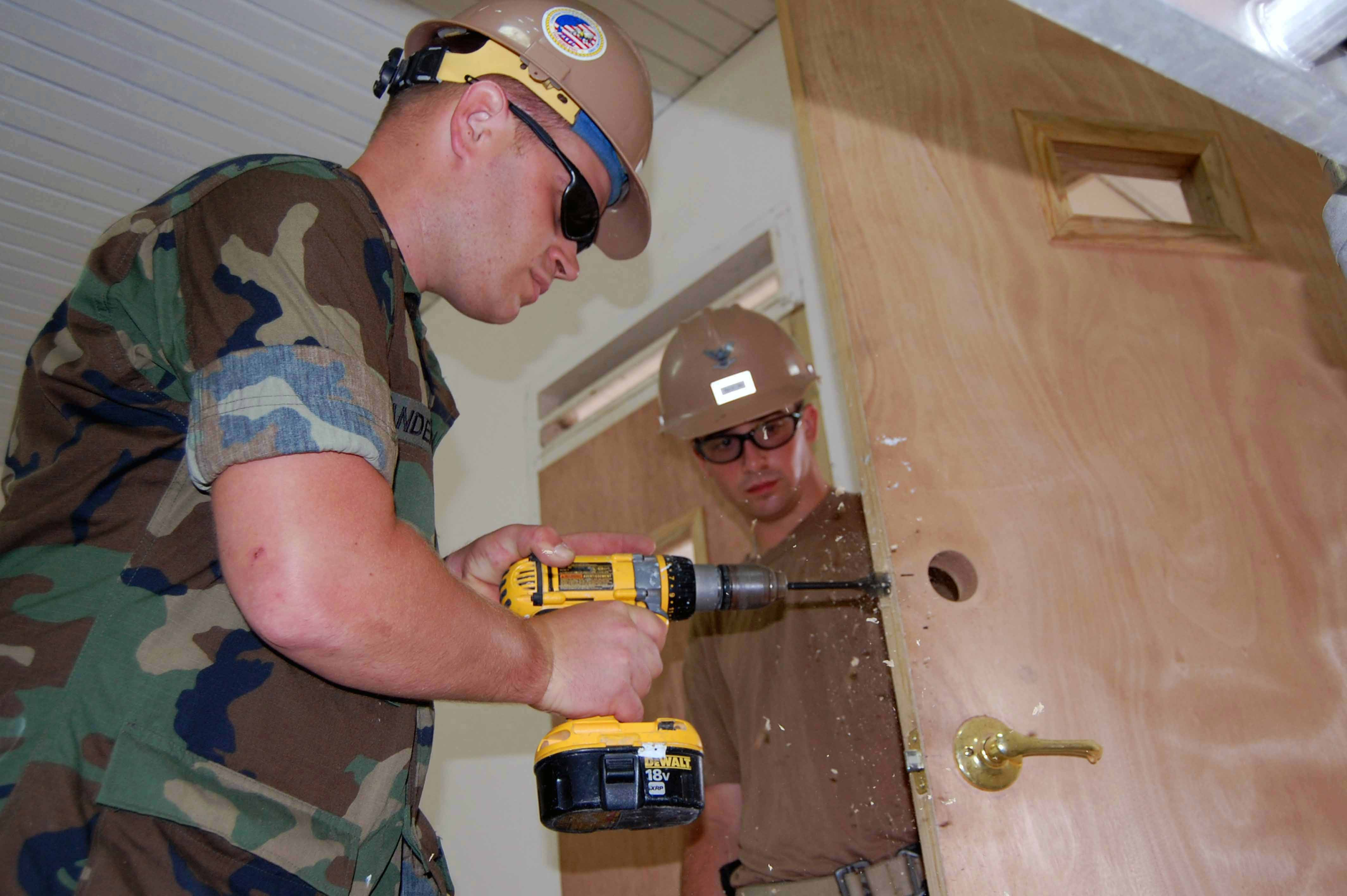
Использование шуруповёрта при установке в дверное полотно замка

Максимальное число оборотов холостого хода
Для закручивания шурупов достаточно 200—400 оборотов в минуту (об/мин), для сверления свёрлами определённых диаметров необходимо до 1200—1500 об/мин. Как правило, шуруповёрты сверлят в безударном режиме, но есть модели и с ударным режимом сверления.
Регулировка скорости вращения, при её наличии, осуществляется импульсным преобразователем с плавным изменением скважности управляющих импульсов. Силовая часть регулятора состоит из быстрого (порядка 1 кГц) электронного выключателя, и индуктивности обмотки электродвигателя как неотъемлемой части схемы.
Количество режимов скорости вращения шпинделя
- один — со скоростью примерно 0—800 об/мин холостого хода.
- два — переключение примерно с 0—400 об/мин на 0—1300 об/мин. Первый режим в основном используется для закручивания и откручивания, второй — для сверления.
- три (редко).

Зажимной патрон
По способу фиксации насадок:
- Быстрозажимной трёхкулачковый — позволяет зажать сверло или битодержатель без применения зажимного ключа.
- Ключевой трёхкулачковый — для закрепления детали в таком патроне необходим зубчатый зажимной ключ.
- Быстросменный держатель — как правило, под шестигранник 1/4", позволяет быстро заменить биту на другую.

По количеству муфт:
- Одномуфтовые — используются с функцией блокировки шпинделя от прокручивания во время смены насадок.
- Двухмуфтовые — используются с шуруповёртами, которые не имеют функции блокировки шпинделя. Одна муфта служит для удерживания патрона, другая — для зажима.

Средний максимальный зажимной диаметр быстрозажимных и ключевых патронов — 10—13 мм.
Некоторые шуруповёрты, также вместе с быстросъёмным зажимным патроном, имеют шпиндель с углублением на конце под биты или другие насадки с шестигранным хвостовиком.
Принудительное торможение шпинделя
Применяется для уменьшения выбега шпинделя после отпускания кнопки-курка, чтобы остановка шпинделя происходила как можно ближе к моменту прекращения нажатия кнопки. Это позволяет исключить излишнее проворачивание закручиваемой детали, повышая точность её установки. Функция торможения полезна в тех случаях, когда шуруп, винт или гайка закручиваются не до конца.
Торможение обычно реализуется с помощью замыкания электродвигателя на низкоомный резистор, или просто накоротко. Двигатель, вращающийся по инерции, работает в режиме генератора, и кинетическая энергия вращения преобразуется в электрическую, которая на активном сопротивлении нагрузки переходит в тепловую и рассеивается.
Блокировка шпинделя
Свойство блокировки прокручивания шпинделя, если вращательное движение прилагается со стороны зажимного патрона, позволяет удобно менять насадки в патроне, так как при этом необходимо держать за патрон только одной рукой. Зависит от конструкции редуктора.
Реверс
Изменение направления вращения шпинделя для откручивания крепёжных изделий. Реверс в шуруповёртах как правило электрический, то есть переключение происходит методом смены полярности питающего двигатель напряжения. Для управления реверсом имеется двухпозиционный переключатель, который дополнительно может иметь функцию её блокировки от нажатия при нахождении переключателя в среднем положении.
Ударный режим
Вращение с осевым ударом (как у ударной дрели) позволяет более эффективно сверлить отверстия в бетоне, кирпиче и других твёрдых строительных материалах.
Импульсный режим
В таком режиме кручение происходит прерывисто — размеренными рывками (тангенциальными ударами), что облегчает засверливание отверстий на твёрдых и гладких поверхностях (сверло не будет уводить в сторону), а также откручивание шурупов с повреждённым шлицом. Импульсный режим не встречается в собственно шуруповёртах. Инструментом, специально разработанным для создания тангенциального удара, является гайковёрт (винтовёрт).
Подсветка
Освещение рабочей зоны встроенным светодиодным фонариком.
Коловорот в качестве шуруповёрта

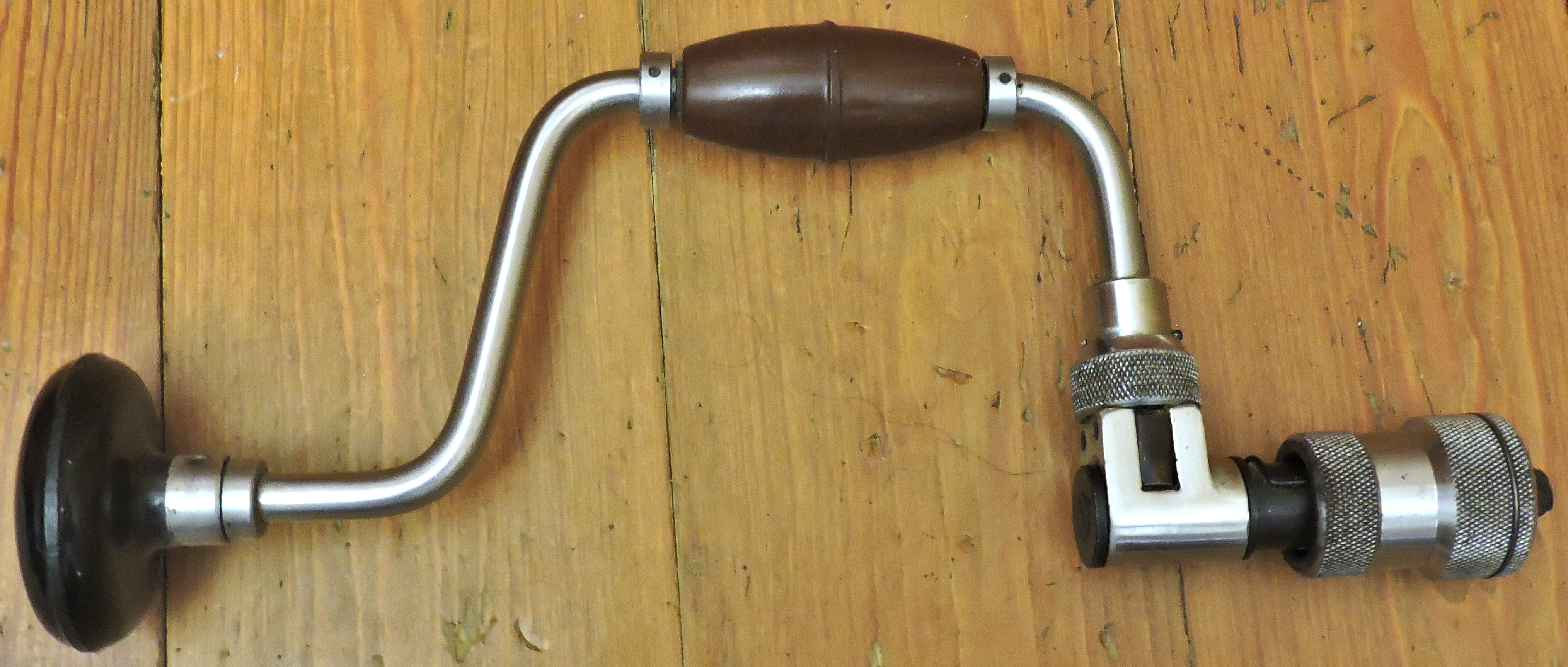
Реверсивный коловорот имеет головку управления храповым механизмом (справа над шпинделем) и может использоваться как для сверления, так и в качестве шуруповёрта

Коловорот с реверсом возможно использовать не только по прямому назначению для сверления, но и в качестве простого ручного шуруповёрта. Для этого достаточно повернуть головку смены режима работы храпового механизма на 180°.

## Обслуживание и ремонт
Переупаковка аккумуляторов
Одним из распространенных методов продления срока службы аккумуляторного шуруповерта является переупаковка его батареи. Этот процесс включает в себя замену старых аккумуляторных элементов на новые, часто с улучшенными характеристиками.
Процесс переупаковки обычно включает следующие этапы
- Разборка корпуса аккумулятора
- Извлечение старых элементов
- Подбор и установка новых элементов с аналогичными или улучшенными характеристиками
- Пересборка и герметизация корпуса

При переупаковке возможна замена никель-кадмиевых (Ni-Cd) или никель-металл-гидридных (Ni-MH) элементов на более современные литий-ионные (Li-ion), что может значительно улучшить характеристики аккумулятора.
Важно отметить, что переупаковка аккумуляторов требует специальных навыков и инструментов, поэтому рекомендуется обращаться к специалистам для выполнения этой процедуры.